# Accadia

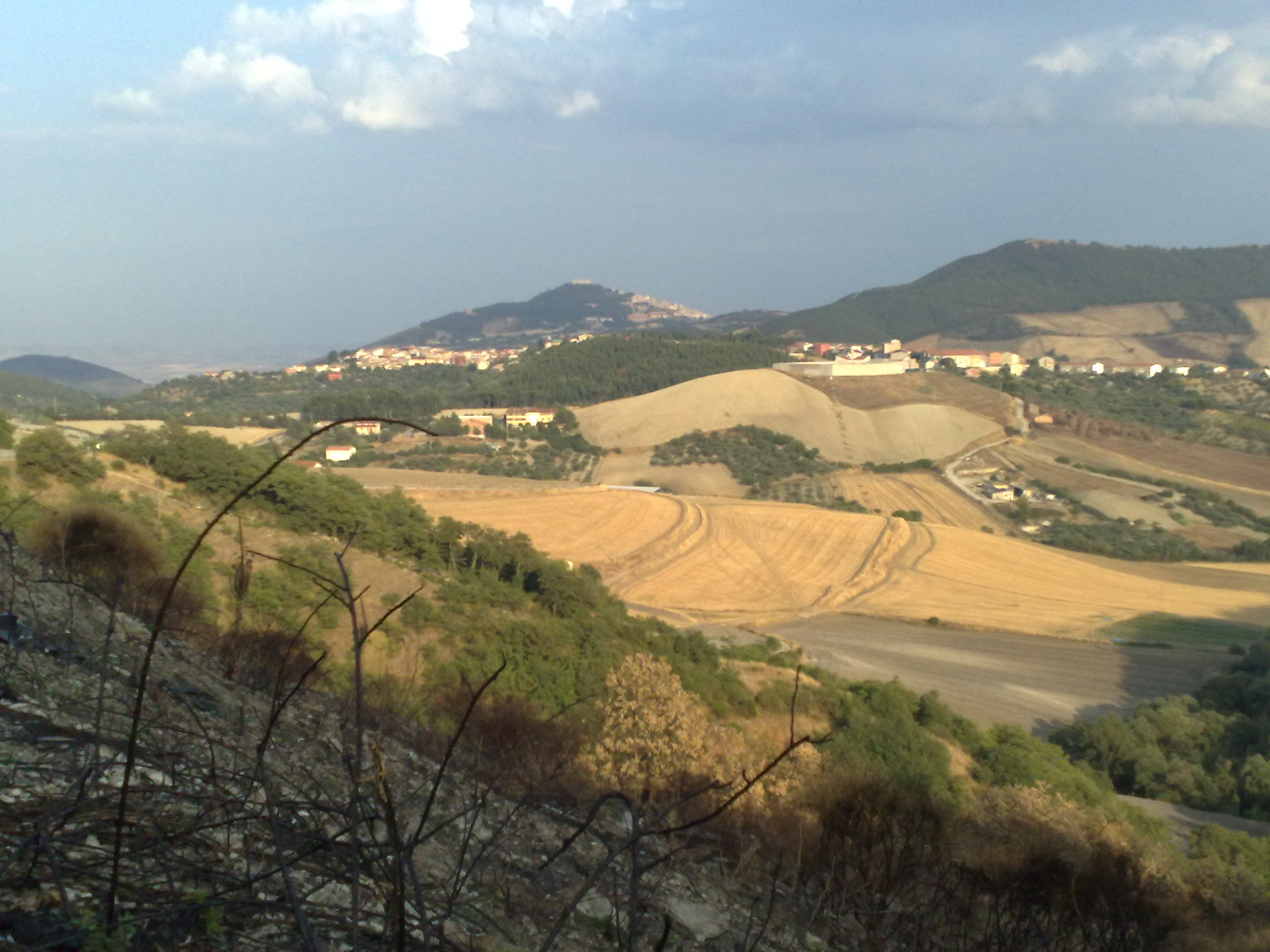
Panorama

Accadia ist eine Stadt mit 2204 Einwohnern (Stand 31. Dezember 2023) in der Provinz Foggia und liegt in der Region Apulien, im südlichen Teil Italiens.
Accadia liegt etwa 52 km nördlich von Foggia. Die Nachbargemeinden sind Bovino, Deliceto, Monteleone di Puglia, Panni und Sant’Agata di Puglia.